# Alexianen

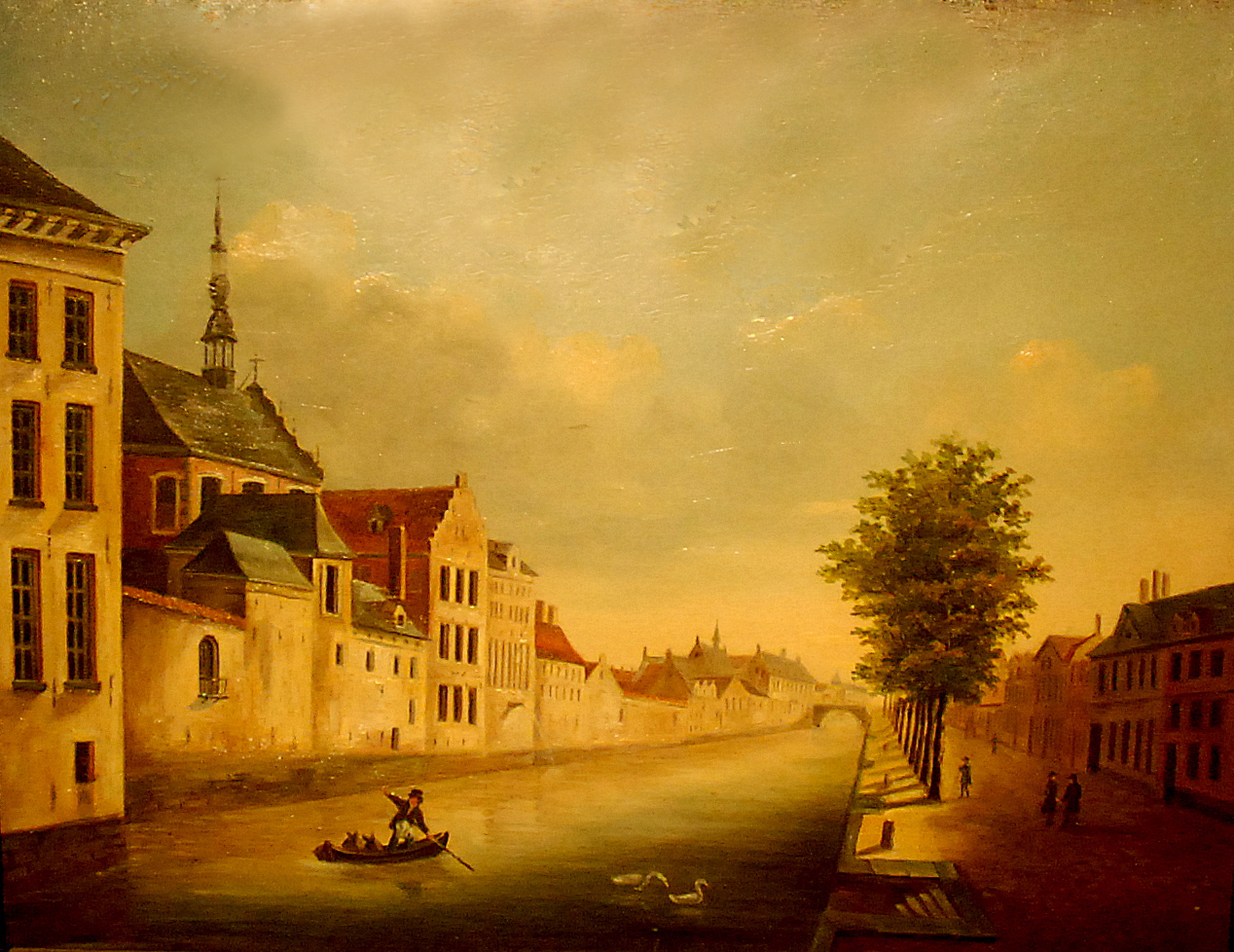
Schilderij van Joseph Van Haerde van het voormalig Alexianenklooster te Gent aan de inmiddels gedempte Oude Houtlei

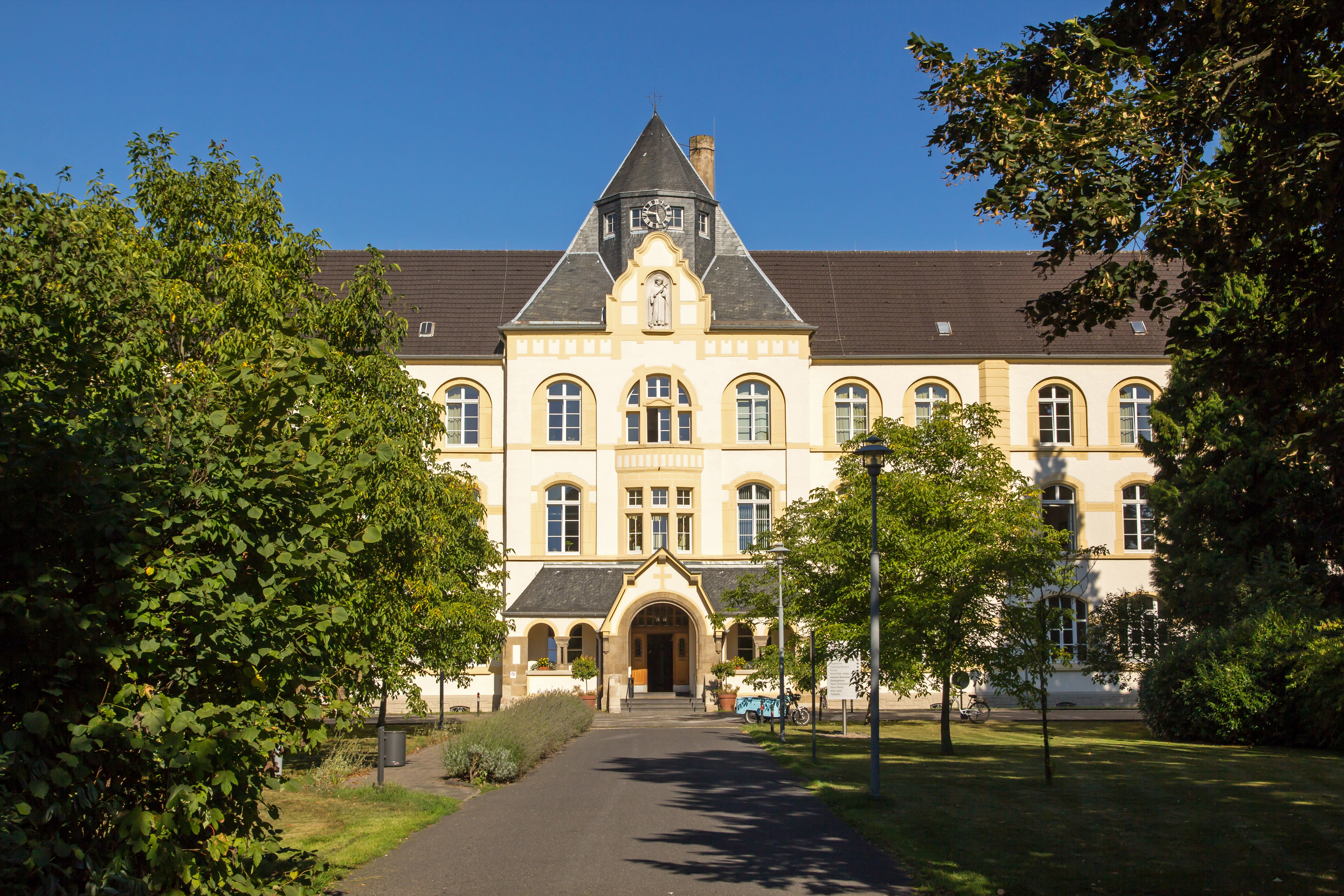
Alexianer ziekenhuis in Keulen

De Congregatio Fratrum Alexianorum Cellitarum (C.F.A.C. of C.F.A.), of kortweg de broeders alexianen, is sinds 1870 de naam van een religieuze congregatie van ziekenbroeders. Ze hebben wortels in de 13e eeuw en waren oorspronkelijk bekend als cellebroeders, cellieten, lollarden en arme broeders.
De congregatie is genoemd naar de patroon van de congregatie de heilige Alexius van Edessa (gestorven rond 430). De alexianen dragen een zwarte tuniek, zwart scapulier met capuchon en een leren gordel.

## Geschiedenis
De alexianen zijn in de dertiende eeuw ontstaan uit de beweging van de begijnen en begarden, voornamelijk in het Rijnland en de Nederlanden. De spontane organisatie uit zich in de diverse namen waaronder ze aanvankelijk bekend stonden: matemannen, lollarden, arme broeders, schokkebroeders, ... Ze zorgden voor pestlijders en begroeven de doden. In het bijzonder onderscheidden ze zich tijdens de grote pestepidemie van 1348-52. Dit maakte de cellebroeders geliefd, maar ze ondervonden ook vijandigheid omdat ze zelf als besmettingsgevaar werden gezien. In 1377 moest paus Gregorius XI de Duitse bisschoppen vragen om hen te beschermen tegen vervolging (bul Ad audientiam nostram).
Aanvankelijk waren de cellieten lekenbroeders van de derde orde franciscanen, maar vanaf 1459 begonnen hun vestigingen de regel van de augustijnen aan te nemen, nadat paus Pius II hun toestemming gaf de kloostergelofte af te leggen. Dit nieuwe bestaan als kloosterorde leidde tot een eerste generaal-kapittel in Luik, waaraan een dertigtal vestigingen deelnamen (1468). De tot dan toe zelfstandig opererende huizen werden ondergebracht in vijf provincies (Brabant-Land van Luik, Vlaanderen, Holland, Rijnland en Saksen). Eind 15e eeuw begon de benaming 'alexianen' ingang te vinden. De cellebroeders werden als exempte congregatie erkend onder paus Julius II (1506). Ze kozen het devies Caritas Christi urget nos.
Tijdens de Reformatie (16e eeuw) raakten de meeste huizen beschadigd. Dit betekende het einde voor de provincies Holland en Saksen, maar in de Zuidelijke Nederlanden werden ze heropgericht en leefden ze verder tot de Franse Revolutie (1789-1799). Vele steden kenden hun een monopolie toe op het afleggen en begraven van doden. Over de pestbehandeling die de broeders verstrekten, is weinig bekend. De alexiaanse pestmeester van Antwerpen, Jan Vander Linden, schreef in 1632 het Cort verhael oft tractaet vande contagieuse sieckte de peste. Na de zorg voor pestlijders ging de aandacht van de broeders vanaf het begin van de 17e eeuw uit naar de zorg voor psychiatrische patiënten.
In de 19e eeuw ontstond vanuit het moederhuis in Aken, onder impuls van rector Dominicus Brock (1844-1860), een heropbloei van de congregatie. Dit werd bevestigd in de generale statuten verleend door paus Pius IX in 1870. Thans bedienen de alexianen inrichtingen voor de verpleging van geesteszieken en sanatoria in Duitsland, België, Ierland, Engeland, Filipijnen, India en de Verenigde Staten.

## Alexianen in België
In België hadden de alexianen huizen in Brussel, Hasselt, Sint-Truiden, Brugge, Gent, Veurne, Roeselare, Antwerpen, Mechelen, Lier, Diest, Leuven, Luik, Tienen, Boechout, Strombeek-Bever, Elsene en Hendrik-Kapelle.
Volgens bepaalde bronnen waren de broeders alexianen reeds in 1305 aanwezig te Mechelen. Het optreden van hun legendarische stichter Tobias werd er gesitueerd. Hun Brusselse huis dateert van 1368. Op 19 september 1719 droegen ze het stoffelijk overschot van de geëxecuteerde Frans Anneessens, de vrijheidsheld, naar zijn laatste rustplaats in de Kapellekerk te Brussel. In 1909 verlieten de alexianen Mechelen en bouwden zij een nieuw ziekenhuis te Strombeek-Bever dat daar gelegen is op het hoogste punt, de Kraaienberg.
De alexianen bedienen of bedienden inrichtingen voor de verpleging van geesteszieken in Boechout, Gent, Hendrik-Kapelle, Strombeek-Bever, en Tienen. Het beheer en de uitbating van het ziekenhuis in Boechout, Strombeek-Bever (Grimbergen) en Tienen werd op 1 mei 1998 aan de Broeders van Liefde overgedragen. Het beheer van het ziekenhuis van Hendrik-Kapelle werd op dat moment overgedragen aan de Waalse Christelijke Mutualiteit. In Boechout en Grimbergen  is nog één broeder alexiaan aanwezig.

## Alexianen in Nederland
In Nederland waren er in de middeleeuwen alexianen te Amsterdam, Haarlem, Leiden, Delft, Gouda (Huize Groeneweg), Den Briel, Rotterdam, Dordrecht, Middelburg, Maastricht (Cellebroederskapel), Utrecht, Tiel, Kampen en Deventer. Ze verdwenen tijdens de Reformatie, maar keerden terug in 1914 in Son en Breugel.